# Саут-Бакс
Саут-Бакс (англ. South Bucks) — неметрополитенский район (англ. non-metropolitan district) в графстве Бакингемшир (Англия). Административный центр — деревня Денем.

## География
Район расположен в южной части графства Бакингемшир, граничит с боро Хиллингдон Большого Лондона и графствами Беркшир и Хартфордшир.

## История
Район был образован 1 апреля 1974 года в результате объединения городского района (англ. Urban district) Беконсфилд и части сельского района (англ. Rural District) Итон. Первоначально район назывался Беконсфилд, 1 апреля 1980 года решением местных властей район был переименован в Саут-Бакс, а не в Саут-Бакингемшир как предполагалось.

## Состав
В состав района входит 2 города:
- Беконсфилд
- Джеррардс-Кросс

и 10 общин (англ. civil parish):
- Бернем
- Денем
- Дорни
- Фарнем-Ройал
- Фулмер
- Хеджерли
- Айвер
- Сток-Поджес
- Таплоу
- Уэксем